# De seks helende lyde
De seks helende lyde (eller Liu Zi Jue, 六字訣) kaldes også de seks lydløse lyde og de seks hemmelige stavelser, eller blot de helende lyde. De har gennem tusinder af år været kendt og brugt inden for den kinesiske livsfilosofiske og medicinske tradition, som kaldes daoismen (taoismen). Der er tale om seks lyde, som er luftbårne. De laves altså ikke med stemmebåndet. Hver enkelt lyd har bestemte frekvenser, som menes positivt at påvirke de indre organer, som denne lyd og dens frekvensområder er relateret til. De daoistiske (taoistiske) mestre havde opdaget, at et sundt organ vibrerer ved en bestemt frekvens. Ved at sende denne frekvens til organet med en helende – eller lydløs – lyd, aktiveres og afspændes organet ud fra denne filosofi på en styrkende måde.

## Hvad de enkelte lyde relaterer sig til
Lungelyden siges at støtte lungerne og deres energisystem, nyrelyden nyrerne og deres energisystem, leverlyden leveren og dens energisystem, hjertelyden hjertet og dets energisystem, miltlyden milten og dens energisystem.
Ud over disse fem lyde er der trevarmerlyden – trevarmeren er en særlig funktionsenhed i daoistisk (taoistisk), klassisk kinesisk medicin mellem øvre, midterste og nederste torsodel og med en særlig vægt på de indre organers samvirke i disse tre områder.

## Eksterne links
- Video med nyrelyden Arkiveret 16. november 2015 hos  Wayback Machine